# Megalit
Megalit je velik kamen, ki je bil uporabljen za gradnjo strukture ali spomenika, bodisi sam ali skupaj z drugimi kamni. Beseda »megalitsko« opisuje strukture iz takšnih velikih kamnov, ki so sestavljene brez uporabe malte ali betona, kot tudi predstavljajo obdobje prazgodovine, značilno za take konstrukcije. Za kasnejša obdobja je bolj primeren izraz monolit.
Beseda megalit izhaja iz starogrške besede μέγας ali Megas (kar pomeni "velik") in λίθος ali lithos (kar pomeni "kamen"). Megalit označuje tudi elemente, sestavljene iz klesanega kamna v določenih oblikah za posebne namene. Izraz je bil uporabljen za opis zgradbe, ki so jih ljudje zgradili v mnogih delih sveta, v različnih obdobjih. Različno veliki kamni so videti kot megaliti, a najbolj poznani megaliti niso nagrobni. Izgradnja teh objektov je potekala predvsem v neolitiku (čeprav so znani tudi mezolitski primeri) in se nadaljevala v bakreni in bronasti dobi. 

## Zgodnji kamniti kompleksi v vzhodni Turčiji
Na več mestih v vzhodni Turčiji so odkrili velike ceremonialne komplekse iz 9. tisočletja pred našim štetjem.  Pripadajo zametkom faze kmetijstva in živinoreje. Velike krožne strukture, ki vsebujejo izrezljane megalitske pokončne kamne, so tipična značilnost; npr na Nevalı Çori in Göbekli Tepe. Čeprav so te strukture najstarejše megalitske strukture znane doslej, ni jasno, ali vsaka od evropskih megalitskih tradicij dejansko izvira iz njih. Na Göbekli Tepe so izkopali štiri kamnite kroge od ocenjenih 20. Nekateri merijo čez 30 metrov. Kot tudi človeške figure, kamni nosijo različne izrezljane reliefe, ki upodabljajo svinje, lisice, leve, ptice, kače in škorpijone. 

## Bližnjevzhodni megaliti
Nagrobnike in stoječe kamne so našli na mnogih območjih na Bližnjem vzhodu, začenši na turški meji na severu Sirije v bližini Alepa, pa proti jugu do Jemna. Najdemo jih v Libanonu, Siriji, Izraelu, Jordaniji in Savdski Arabiji. Največja koncentracija je v južni Siriji in vzdolž doline reke Jordan, kjer pa jim grozi uničenje. Segajo od pozne bakrene / zgodnje bronaste dobe. Megaliti so bili najdeni tudi na otoku Kharg v Iranu in pri Barda Balka v Iraku.
Polkrožna ureditev megalitov je bila znana v Izraelu v Atlit Yam, mestu, ki je sedaj pod morjem. To je zelo zgodnji primer iz sedmega tisočletja pred našim štetjem.
Najbolj zgoščen pojav dolmenov je zlasti v velikem območju na obeh straneh doline reke Jordan, več jih je na vzhodni strani. Pojavljajo se predvsem na Golanski planoti, v Hauranu in v Jordaniji, ki ima verjetno največjo koncentracijo dolmenov na Bližnjem vzhodu. V Savdski Arabiji so jih doslej identificirali nekaj v Hejazu. V majhnem številu se ponovno pojavijo v Jemnu, kar bi lahko pomenilo neprekinjeno tradicijo, povezano s tistimi v Somaliji in Etiopiji.
Stoječi kamen ima na Bližnjem vzhodu zelo staro tradicijo in sega iz mezopotamskih časov. Čeprav ni vedno "megalitsko" v pravem pomenu besede, se pojavijo po celotnem Orientu in lahko v nekaterih primerih dosežejo 5 metrov ali več (npr. Ader v Jordaniji). Ta pojav lahko zasledimo tudi skozi številne odlomke iz Stare zaveze, kot so tisti, povezani s Jakobom, Abrahamovim vnukom, ki nalije olje čez kamen, ki ga je zgradil po svojih znamenitih sanjah, v katerih so se angeli povzpeli v nebo (Geneza 28:10 -22). Jakob je opisan tudi kot postavljavec kamnov ob drugih priložnostih, medtem ko je Mojzes postavili dvanajst stebrov, ki simbolizirajo Izraelove rodove. Tradicija čaščenja kamnov se je nadaljevala v Nabatejskih časih in se odraža v, na primer, islamskem ritualu obkrožanja Kabe in bližnjih stebrov.

## Evropski megaliti
Najpogostejša vrsta megalitskih gradenj v Evropi je portalna grobnica (dolmen) - komora je sestavljena iz pokončnih kamnov (ortostatov - grško: ὐρϑός - pokončen; στατός - postavljen), z enim ali več velikimi ravnimi ploščami, ki tvorijo streho. Mnogi od njih, čeprav ne vsi, vsebujejo človeške ostanke, vendar je vprašljivo ali so bila njihova primarna funkcija grobišče. Čeprav so splošno znani kot nagrobniki, je pravilen izraz, ki ga priznajo arheologi portalna grobnica. Obstaja seveda veliko lokalnih imen, kot anta v Galiciji in na Portugalskem, stazzone na Sardiniji, hunebed na Nizozemskem, Hünengrab v Nemčiji, dysse na Danskem in cromlech v Walesu. Predpostavljajo, da je bila večina portalnih grobnic prvotno pokrita z zemljo kot gomila ali (tumulus (megalit).
Drugi najbolj pogost tip grobnic je prehodni grob. Običajno je sestavljen iz kvadrata, kroga ali križne komore s streho iz kamnitih plošč ali konzolno streho, dostopna z dolgim, ravnim prehodom, s celotno strukturo prekrito s krožnim kupom (gomilo). Včasih je obdan tudi z zunanjim kamnitim robnikom. Odlični primeri so na območju Brú na Bóinne (od leta 1993 na seznamu Unescove svetovne dediščine ) in Carrowmore na Irskem, Maes Howe na Orkneyu in Gavrinis v Franciji.
Tretja vrsta grobnic je raznolika skupina, znana kot galerijski grobovi. To so po osi razporejene komore v podolgovati gomili. Irske court tombs, britanski long barrows in nemščina Steinkisten spadajo v to skupino.
Naslednja vrsta megalitskih spomenikov je posamezen stoječi kamen ali menhir. Za nekatere od teh so mislili, da imajo astronomsko funkcijo kot označevalci ali napovedovalci. Na nekaterih področjih obstajajo dolge in zapletene vrste takšnih kamnov, na primer Karnag v Bretanji.
V delih Anglije in Irske so najbolj znane vrsta megalitske gradnje kamniti krog (Stonehenge, Avebury, Ring of Brodgar in Beltany). Stonehenge je na primer znan po svoji poravnavi s solsticijem. Primere kamnitih krogov so našli tudi drugje po Evropi.

### Grobnice
Megalitske grobnice so nadzemni grobni prostori, zgrajeni iz velikih kamnitih plošč (megalitov), postavljenih na rob in prekritih z zemljo ali drugimi, manjšimi kamni. Tip grobne komore in izraz se uporabljata za opis strukture zgrajene v atlantski Evropi, Sredozemlju in sosednjih regijah, predvsem v času neolitika, ali neolitskih kmetijskih skupnosti. Od sodobnejših dolgih gomil se razlikujejo po strukturni uporabi kamna.
Obstaja veliko različnih megalitskih grobnic. Samostojno stoječe, enosobne grobnice in portalne dolmene najdemo v Bretanji, na Danskem, v Nemčiji, na Irskem, Nizozemskem, Švedskem, v Walesu in drugje. Sestoji iz velikega ravnega kamna s tremi, štirimi ali več stoječimi podpornimi kamni. Pokriti so bili s kamnito ploščo ali gomilo zemlje.
V Italiji lahko dolmene najdemo v Apuliji, na Sardiniji in Siciliji. V slednji so to majhne strukture, ki se nahajajo v Mura Pregne (Palermo), Sciacca (Agrigento), Monte Bubbonia (Caltanissetta), Butera (Caltanissetta), Cava Lazzaro (Sirakuze), Cava dei Servi (Ragusa), Avola (Sirakuze) . Datirajo v zgodnjo bronasto dobo (2200-1800 pr. n. št.), to so  prazgodovinske sicilijanske stavbe pokrite s krožno gomilo zemlje. Dolmen v Cava dei Servi so arheologi našli številne fragmente človeških kosti in nekatere drobce castelluccianske keramike (zgodnja bronasta doba), ki so potrdile namen pokopa. 
Znani so tudi primeri zunanjih območij, ki se niso uporabljala za zakopavanje. Court Cairns z jugozahodne Škotske in Severne Irske, Severn-Cotswold grobnice na jugozahodu Anglije in Transepted galerijski grobovi v regiji Loire v Franciji, imajo mnogo internih značilnosti, čeprav povezave med njimi še ne razumemo v celoti. Pogosto imajo preddverje ali preddvorišče, za kar mislijo, da pomeni željo na strani graditeljev poudariti poseben ritual ali fizično ločitev mrtvih od živih.
Prehodni grobovi na Orkneyu, Irska dolina Boyne in severni Wales so še bolj zapleteni in impresivni, s križnimi oblikami ureditve sob in prehodov. Izdelava kamnitih blokov na Maeshowe na primer, je znana tudi drugod v severozahodni Evropi v tistem času.
V megalitske grobnice so skupnosti dolgoročno odlagale ostanke svojih mrtvih in za nekatere se zdi, da so jih spremenile in razširile. Organizacija in potreben napor, da so postavili te velike kamne kažejo, da so te družbe dale velik poudarek na pravilnem obravnavanju svojih mrtvih. Ritualni pomen grobnic je podprt s prisotnostjo megalitske umetnosti vklesane v kamne na nekaterih mestih. Ognjišča in ostanki lončenine in kosti živali, ki so jih arheologi našli po nekaterih grobnicah tudi pomenijo, da je obstajala neka oblika pokopa kot praznik ali žrtveni obred.
Nadaljnji primeri megalitskih grobnic so še Midhowe na Orkneyu in prehodbi grob na Bryn Celli Ddu na Angleseyu. Obstajajo tudi obsežna grobišča z do 60 megaliti pri Louisenlundu in Gryetu na danskem otoku Bornholm.  Kljub svojemu imenu Kamniti grob v Ukrajini, to ni bil grob, ampak svetišče.

### Druge strukture
V združbi z megalitskimi konstrukcijami po vsej Evropi pogosto obstajajo velika zemeljska dela različnih modelov - jarki in nasipi (kot je Dorset Cursus), široke terase, krožne ograde znane kot henges in pogosto umetne gomile kot Silbury Hill v Angliji in Monte d "Accoddi na Sardiniji (prazgodovinska stopničasta piramida). Na Sardiniji se nahaja veliko spiral: najbolj znana je Perda Pinta iz Mamoiade, omeniti je treba oltar Santo Stefano na Oschiri, narejen v začetku neolitika.
Zdi se, da so bile spirale pomemben motiv za megalitske gradbenike (megalitski templji na Malti). Našli so rezbarije v megalitskih strukturah po vsej Evropi, s simboli kot so rombi, očesni vzorci, cik-cak v različnih sestavah in čašaste in krožne znake. Čeprav ni napisano v sodobnem pomenu besede velja, da so ti simboli premišljeni posredovati pomen njihovih ustvarjalcev in so izjemno skladni po vsej Evropi.

### Širjenje megalitske arhitekture v Evropi
V Evropi so megaliti na splošno konstrukcije, ki so nastale v času neolitika ali pozne kamene dobe in kalkolitika ali bakrene dobe (4500-1500 pr. n. št.). Za megalitske strukture Malte  verjamejo, da so najstarejše v Evropi. Morda najbolj znan je Stonehenge v Angliji.
Francoz Anne Claude de Caylus je prvi opisal Carnac kamne. Pierre Jean-Baptiste Legrand d'Aussy je predstavil termin menhir in dolmen, oba vzeta iz bretonščine, v antikvarično terminologijo. Zmotno je razlagati megalite kot galske grobnice. V Veliki Britaniji so starinarja Aubrey in Stukeley izvajala zgodnje raziskave megalitov. Leta 1805 je Jacques Cambry objavil knjigo z naslovom  called Monuments celtiques, ou recherches sur le culte des Pierres, précédées d'une notice sur les Celtes et sur les Druides, et suivies d'Etymologie celtiques, kjer je predlagal keltski kamniti kult. To je popolnoma neutemeljena povezava med druidi in megaliti. V Belgiji je megalitsko mesto na Wéris, mestece, ki se nahaja v Ardenih. Na Nizozemskem je megalitskih strukture mogoče najti na severovzhodu države, predvsem v provinci Drenthe. Knowth je prehodna grobnica neolitskega kompleksa Brú na Bóinne na Irskem, ki datira iz okoli 3500-3000 pr. n. št. Vsebuje več kot tretjino skupnega števila primerov megalitskih umetnosti v vsej Evropi, z več kot 200 okrašenimi kamni, najdenimi med izkopavanji.

### Časovnica megalitske gradnje

#### Mezolitik
Izkop nekaterih megalitskih spomenikov (v Veliki Britaniji, na Irskem, Skandinaviji in Franciji) je razkril dokaze o ritualnem delovanju, včasih vključuje arhitekturo iz mezolitika; tj že stoletja ali tisočletja pred neolitikom. V nekaterih primerih so tako daleč nazaj od njihovih naslednikov, da je malo verjetna kontinuiteta; v drugih primerih so zgodnješih datumi ali natančen značaj dejavnosti, sporni.

#### Neolitik
- Okoli leta 9000 pr. n. št.: Gradnja v Mali Aziji (Göbekli Tepe); proto - Hetiti ali morda kultura, ki jo bo še treba odkriti (najstarejša verska struktura na svetu).
- Okoli leta 7000 pr. n. št.:: Gradnja v proto-Kanaanskem Izraelu (Atlit Yam).
- Okoli leta 4000 ~ 3000 pr. n. št.: Gradnja v preostalem delu proto-Kanaanskem Levantu, npr. Rujm el-Hiri in dolmeni.
- Okoli leta 6000 pr. n. št.:: Gradnja na Portugalskem ( Évora)
- Okoli leta 5000 pr. n. št.:: Pojav atlantskega neolitskega obdobja, starost kmetijstva ob zahodni obali Evrope v šestem tisočletju pred našim štetjem, kultura lončarstva La Almagra, v bližini Španije, morda precedens iz Afrike.
- Okoli leta 4800 pr. n. št.:: Gradnja v Bretanji (Barnenez) in Poitou ( Bougon).
- Okoli leta 4500 pr. n. št.:: Gradnja v južnem Egiptu (Nabta Playa).
- Okoli leta 4400 pr. n. št.:: Gradnja na Malti (templji Skorba).
- Okoli leta 4000 pr. n. št.:: Gradnje v Bretaniji (Carnac), Portugalska (Lizbona), v Franciji (osrednji in južni), Korzika, Španija (Galicija, Španija), Anglija in Wales, gradnja v Andaluziji, v Španiji ( Villa Martín, Cádiz).
- Okoli leta 3700 pr. n. št.:: Gradnja na Irskem (Knockiveagh in drugje).
- Okoli leta 3600 pr. n. št.:: Gradnje v Angliji (Maumbury Rings in Godmanchester), in Malta (Ġgantija in templji Mnajdra).
- Okoli leta 3500 pr. n. št.:: Gradnja v Španiji (Málaga in Guadiana), Irska (jugozahod), Francija (Arles in severno), Sardinija (dolmeni in menhirji), Sicilija, Malta (in drugod v Sredozemlju), Belgija (severovzhod) in Nemčija (centralna in jugo-zahodna).
- Okoli leta 3400 pr. n. št.:: Gradnja na Sardiniji (Domus de Janas), Irska (Newgrange), Nizozemska (severovzhod), Nemčija (severni in osrednji del) Švedska in Danska.
- Okoli leta 3300 pr. n. št.:: Gradnje v Franciji (Carnac)
- Okoli leta 3200 pr. n. št.:: Gradnja na Malti (Ħaġar Qim in Tarxien).
- Okoli leta 3100 pr. n. št.:: Gradnje v Rusiji (dolmeni iz Severnem Kavkazu)
- Okoli leta 3000 pr. n. št.:: Gradnja v Franciji (Saumur, Dordogne, Languedoc, Biskaja, in mediteranska obala), Španija (Los Millares), Sicilija, Belgija (Ardeni), in Orkney, kakor tudi prvih krožni nasipi v Veliki Britaniji.

#### Bakrena doba
- Okoli leta 2500 pr. n. št.: Gradnje v Bretaniji (La Trinité-sur-Mer, Kermario in drugje), Italija (Otranto), Sardinija, in Škotska (severovzhod), plus vrhunec megalitske kulture zvončastih čaš na  Iberskem polotoku, v Nemčiji, in britanskih otokih (kamniti krog Stonehenge). Z zvončastimi čašami je doba neolitika pokazala pot do bakrene dobe.
- Okoli leta 2400 pr. n. št.:: kultura zvončastih čaš je bila prevladujoča v Veliki Britaniji in zgrajenih je bilo na stotine manjših kamnitih krogov.

#### Bronasta doba
- Okoli leta 2000 pr. n. št.:: Gradnje v Bretaniji ( Er Grah), Italija: (Bari); Sicilija (Cava dei Servi, Cava Lazzaro); Sardinija (menhirji, dolmeni in tudi 8000 Nuragov in 3000 velikanskih grobov prav tako narejenih od civilizacije Nuragi, in na Škotskem (Callanish). Bakrena doba je pot do bronaste dobe v zahodni in severni Evropi.
- Okoli leta 1800 pr. n. št.:: Gradnja v Italiji (Giovinazzo).
- Okoli leta 1500 pr. n. št.:: Gradnja na Portugalskem ( Alter Pedroso in  Mourela).
- Okoli leta 1400 pr. n. št.:: Grob  Egtvedske deklice na Danskem, katere telo je danes med najbolje ohranjenimi primeri te vrste.
- Okoli leta 1200 pred našim štetjem. Zadnji sledovi megalitske tradicije v Sredozemlju in drugod se končajo v času splošnega preobrata prebivalstva znanega iz antične zgodovine kot vpadi ljudstev z morja.

## Afriški megaliti
Nabta Playa na jugozahodnem koncu zahodne egiptovske puščave je bilo nekoč veliko jezero v Nubijski puščavi, ki se nahaja 500 kilometrov južno od današnjega Kaira.  Do 5. tisočletja pred našim štetjem so narodi v Nabta Playa izdelali astronomsko napravo, ki natančno označuje dan poletnega solsticija. Našli so dokaze, da je bilo območje zasedeno samo sezonsko, verjetno le v poletnih mesecih, ko je bilo jezero napolnjeno z vodo za pašo živine.  V jugozahodni puščavi obstajajo še drugi megalitski kamniti krogi.
Namoratunga, arheoastronomska skupina megalitov ob Turkanskem jezeru, datirana 300 pr. n. št., so uporabljali Kušitsko govoreči ljudje, kot uskladitev z zvezdnimi sistemi uglašenimi na lunarni koledar 354 dni. To odkritje je delo B.N. Lyncha in L.H. Robinsa iz Michigan State University. 
Poleg tega ima mesto Tiya v osrednji Etiopiji številne stare megalite. Nekatere od teh starodavnih struktur vsebujejo gravure. Sodijo na seznam svetovne dediščine. Megalite najdemo tudi v kraju Babille (Dolina čudežev) v območju Misraq Hararghe.

## Azijski megaliti
Megalitske pokope najdemo v severovzhodni in jugovzhodni Aziji. Najdemo jih predvsem na Korejskem polotoku, pa tudi v Liaoningu, Shandongu in Zhejiangu na Kitajskem, na vzhodni obali Tajvana, Kjušu in Šikoku na Japonskem, v provinci Đồng Nai v Vietnamu in delih Pakistana in Indije. Nekaj žive megalitske tradicije se nahaja na otoku Sumba in Niasu v Indoneziji. Največja koncentracija megalitskih pokopov je v Koreji. Arheologi ocenjujejo, da obstaja 15.000 do 100.000 južnih megalitov.  Tipična ocena se giblje okoli 30.000 za celotni polotok, ki že samo po sebi predstavlja približno 40% vseh dolmenov po svetu.

### Severni slog
Severovzhodna azijska megalitska tradicija izvira iz severovzhoda Kitajske, zlasti kotlina reke Liao.  Praksa postavljanja megalitskih grobnic se je hitro razširila na Korejski polotok, kjer se struktura megalitov geografsko in kronološko razlikuje. Zgodnje megalitske grobnice se imenujejo severne ali mizni slog, zanje je značilna zgornja grobna komora, ki jo oblikujejo težke kamnite plošče, ki tvorijo pravokoten boks.  Preveliko kamnito ploščo postavijo nad pokopno komoro, kar daje videz mize. Ti megalitski pokopi segajo v zgodnjem delu v obdobje keramike Mumun (okoli 1500-850 pr. n. št.) in so porazdeljeni, z nekaj izjemami, severno od reke Han. Nekaj megalitov severnega sloga na severovzhodu Kitajske vsebuje pridatke kot Liaoning bronasta bodala, kar nekateri arheologi razlagajo kot grobove poglavarjev oziroma pomembnih posameznikov. Vendar pa večina najsevernejših megalitov ne vsebuje nobenih pridatkov, verjetno zaradi ropanja ali načrtnega obnašanja.

### Južni slog
Megalitske grobnice južnega sloga so razporejene na južnem delu Korejskega polotoka. Domneva se, da je večina od njih iz poznega obdobja zgodnjega Mumun ali srednjega Mumun obdobja. Megaliti južnega sloga so običajno po obsegu manjši od severnih megalitov. Grobnica ima podzemno pokopno komoro narejeno iz zemlje ali je prekrita s tankimi kamnitimi ploščami. Masivna kamnita plošča je nameščena nad območje pokopa in je podprta z manjšimi podpornimi kamni. Večina megalitskih grobnic na Korejskem polotoku se južnega tipa.
Kot pri severnih megalitih, južni primeri vsebujejo malo, če sploh, artefaktov. Manjše število megalitskih grobnic vsebuje fino rdečo žgano keramiko, bronasta bodala, polirana kamnita bodala in okraske iz zelenega kamna. Južne megalitske grobnice pogosto najdemo v skupinah, ki so razporejene v vrsticah, vzporedno s smerjo tokov. Megalitska pokopališča vsebujejo grobnice, ki so med seboj povezane z nizkimi kamnitimi platformami, narejene iz velikih rečnih prodnikov. Na teh platformah so našli polomljeno rdečo žgano lončenino in zoglenel les, kar je navedlo arheologe na hipotezo, da so te platforme včasih uporabljali za obrede in rituale. Na kamnitih ploščah mnogih južnih megalitov so rezbarije.

### Slog kamnitih plošč
Ti megaliti se razlikujejo od drugih vrst po prisotnosti grobnega jaška, včasih do 4 m globine, ki je obložen z velikimi prodniki.  Velika kamnita plošča je nameščena nad grobnim jaškom brez podpornih kamnov. Ta megalitski slog je najbolj monumentalen tip na Korejskem polotoku in se v glavnem nahaja v bližini ali na južni obali Koreje. Zdi se, da večina teh grobnic sega v pozno obdobje srednjega Mumun (okoli 700-550 pred našim štetjem) in so lahko bile zgrajene v zgodnjem obdobju poznega Mumun. Primer je najti v bližini sodobnega Changwon pri Deokcheon-ni, kjer majhno pokopališče vsebuje grobnico v slogu kamnitih plošč (številka 1), z masivno pravokotno obliko, kamnom in glineno platformo. Arheologi niso mogli odkriti celotne strukture, vendar je nizka ploščad velika vsaj 56 X 18 m.

### Življenje megalitske kulture Indonezije
Indonezijski arhipelag je gostitelj Avstronezijske megalitske kulture, tako preteklosti kot sedanjosti. Življenje megalitskih kultur je mogoče najti na Niasu, osamljenem otoku ob zahodni obali Severne Sumatre, ljudstvo Batak v notranjosti severne Sumatre, na otoku Sumba v vzhodnem Nusa Tenggara in tudi ljudstvo Toraja iz notranjosti južnega Sulavezija. Te megalitske kulture so ostale ohranjene, izolirane in nemotene še v poznem 19. stoletju.
Več lokacij in megalitskih struktur je tudi po vsej Indoneziji. Menhirje, dolmene, kamnite mize, prednike kamnitih kipov in stopničaste piramidne strukture imenovane Punden Berundak so odkrili na različnih lokacijah na Javi, Sumatri, Sulaveziju in Malih Sundskih otokih.
Punden stopničaste piramide in menhirje so našli v Pagguyangan Cisolok in Gunung Padang, zahodna Java. Lokacija Gunung Padang je največje megalitsko mesto v jugovzhodni Aziji. Lokacija Cipari, tudi na zahodni Javi, prikazuje monolite, kamnite terase in sarkofage.  Za Punden stopničasto piramido verjamejo, da je predhodnica in osnovna oblika kasnejšega hindujsko-budističnega templja na Javi, po sprejetju hinduizma in budizma avtohtonega prebivalstva.  Borobudur iz 8. stoletja in Candi Sukuh iz 15. stoletja kažeta strukturo stopničaste piramide. 
Narodni park Lore Lindu v osrednjem Sulawesiju je mesto starodavne megalitske relikvije kot predniki kamnitih kipov. Večinoma se nahajajo v dolinah Bada, Besoa in Napu. 

### Madia Gonds, Maharashtra, Indija
Študija  navaja preživeto megalitsko prakso med ljudmi Madia Gonds. Madia Gonds živijo v Bhamragad Taluka, okrožje Gadchiroli, Maharashtra, Indija.

## Melanezijski megaliti
Megaliti se pojavljajo v mnogih delih Melanezije, predvsem v provinci Milne Bay, na Fidžiju in Vanuatuju. Nekaj izkopavanja je bil izvedenih, a je malo znanega o strukturah. Megalitska grobnica Otuyam pri Kiriwini je stara približno 2000 let, kar kaže, da so megaliti v Maleziji star običaj. Zelo malo megalitov je bilo datiranih. Konstrukcije so bili uporabljene za različne rituale: grobove, žrtvovanja in rituale plodnosti. Poleg nekaterih megalitov obstaja prostor za ples. V nekaterih krajih v Melaneziji rituali še naprej potekajo na svetih megalitskih mestih. Dejstvo, da so prepričanja še živa je razlog, da je bila večina izkopavanj ustavljena.

## Mikronezijski megaliti
Megalitske strukture v Mikroneziji dosegajo najbolj razvito obliko na otokih Pohnpei in Kosrae v vzhodnih Karolinskih otokih. Na teh dveh otokih je bila uporaba prizmatičnih bazaltnih stebrov obsežna v kompleksih kot so Salapwuk na Pohnpei in Menka na Kosrae. Te lokacije, oddaljene od oceana se zdi, da so bile že zgodaj opuščene. Megalitska stavba se je nato preusmerila v gradnjo omrežja umetnih otokov ob obali, ki podpirajo množico skupnih, kraljevih in verskih objektov. Datiranje struktur je težko, a kompleks v Nan Madol na Pohpei je bil verjetno poseljen že okoli 800, verjetno kot umetni otok z več stavbami in verskimi objekti, dodanimi v 1000 - 1400 n. št. Nan Madol je skoraj zagotovo služil kot gospodarsko, vladno in versko mesto za centralizirano monarhijo, ki se je v preteklosti imenovala "Saudeleurs". Po legendi so Saudeleurs prišli od drugod, morda z juga in zahoda, a poreklo ni bilo nikoli določeno. Nan Madol je izgubil pomen in je bil po strmoglavljenju Saudeleur dinastije opuščen. Ustno izročilo pravi, da je bil ta premik s skupino bojevnikov iz Kosrae. Megalitska lokacija Lelu na otoku Kosrae, ki temelji na datiranju študij in ustnega izročila, je zrasla približno 1400 n. št., kar ustreza približno padcu Nan Madol in je preživela naslednjih tristo let. V veliki meri je bila opuščena v času prihoda Evropejcev. Arhitekture na teh Mikronezijskih lokacijah so značilne in imajo le malo skupnega z drugimi megalitskimi kraji. Prizmatični bazaltni stebri so bili pripeljali iz velikih razdalj na umetne otoke. Skale so bile zložene v kup po plasteh in napolnjene v centru s koralnim razbitinami. Ta struktura je dovoljevala oblikovanje sten do 10 metrov v višino, z veliko nosilnostjo. Prisotnost stopničastih piramid v jugozahodnem delu Nan Madol, kot tudi v Lelu kaže na nekaj melanezijskega vpliva, a druge strukture, kot so kraljeva prebivališča, verski objekti in skupni prostori kot tudi povezovalni sistem kanalov, nima primerjave drugje v pacifiški regiji.

## Analiza in vrednotenje
Megaliti so bili uporabljeni za različne namene. Služili so kot robni označevalci ozemlja, kot spomin na pretekle dogodke ali da del religije v družbi.  Skupni motivi se zdi, da so bili simbol politične moči, podobno kot kljuka  simbol egiptovskih faraonov. Med avtohtonimi prebivalci Indije, Malezije, Polinezije, Severne Afrike, Severne in Južne Amerike, je čaščenje teh kamnov ali uporaba teh kamnov  simbolizirala duha ali božanstvo.  V začetku 20. stoletja so nekateri znanstveniki verjeli, da so vsi megaliti pripadali eni globalni "megalitski kulturi"   (hyperdiffusionism, na primer "šolo Manchester" , Graftona Elliota Smitha in Williama Jamesa Perryja), a so to že dolgo ovrgle sodobne metode datiranja. Prav tako ne verjamejo več, da je bila Evropska megalitska kultura, saj so obstajale regionalne kulture, celo na takih majhnih področjih, kot je Britansko otočje. Arheolog Euan Mackie je zapisal "Prav tako se ne more dvomiti, da so obstajale pomembne regionalne kulture v neolitiku in jih je mogoče opredeliti z različnimi vrstami kamnitih krogov in lokalnih lončarskih stilov.« 

### Tipi megalitskih struktur
The types of megalithic structures can be divided into two categories, the "Polylithic type" and the "Monolithic type."[32] Different megalithic structures include:
| Polilitični tip - Dolmen: prosto stoječa komora, ki sestoji iz stoječih kamnov s kamnito ploščp kot pokrovom. Dolmeni so bili uporabljeni za grobnice in so bili prekriti z gomilami - Velik dolmen - Pravokotni dolmen - Preprost dolmen - Poligonalni dolmen - Taula: Pokonci stoječa kamna, prekrita z drugim v 'T' obliki. - Kamnita skrinja - Dolga postelja brez komore - Stražni kamen - Prehodni grob - Tumulus (megalit) - Punden ali Punden Berundak: stopničasta zemlja in kamnita piramida, podobno gomili, a obdana s kamnitimi zidovi. - Možic - Kromleh (valižansko) - Kurgan - Nuragi - Domus de Janas - Velikanska grobnica - Talaiot - Sessi ali Stazzone - Okrogel stolp - Marae (Polinezija) - Ahu z Moai in Pukao (Velikonočni otok) |  | Monolitični tip - Menhir: velik, pokončno stoječ kamen. - Betilo - Kamnita vrsta (ali kamnita avenija [e.g., v vrsti pokočni, vzporedno stoječi kamni]) - Kamniti krog - Stantare - Trilit: Dva vzporedna pokončna kamna s horizontalnim kamnom (imenovanim preklada) položenim preko, primer v Stonehengeu. - Ortostat: pokončno plošča tvori del večje strukture. - Kamnita ladja - Kip kot moai |

## Galerija
- Moai pri Rano Raraku, Velikonočni otok
- Menhirji pri Almendres Cromlech, Évora, Portugalska
- Megalitska grobnica v Khakasiji, Rusija
- Kamnita plošča v južnem slogu megalitske grobnice v Guam-ri, Jeollabuk-do, Koreja
- Ale's Stones pri Kåsebergu, okoli 10 km jugovzhodno od Ystada, Švedska
- Bryn Celli Ddu v Walesu
- Talaiot na Majorki
- menhir na Sardiniji
- Velikanova grobnica blizu Arzachene na Sardiniji
- Velikanova grobnica blizu Dorgalija na Sardiniji
- Zigurat ns Sardiniji
- Nuragi blizu Arzachene na Sardiniji
- Nuragi na Sardiniji
- Dolmen na Sardiniji
- Menhir Goni na Sardiniji
- Domus de Janas "Genna Salixi" - Villa Sant'Antonio na Sardiniji
- Jelenov kamen blizu Möröna v Mongoliji
- Zlomljen menhir Great Menhir of Er Grah, največji znan samostojen kamen neolitskega človeka, kasneje porušen
- Menhir v Cham des Bondons, Lozère, Francija
- Megaliti z vgraviranimi figurami, Tiya, južna Etiopija
- Dolmen iz Avole (Sicilija)
- Dolmen iz področja Kuedžije, Madaba, Jordanija
- Stoječi kamen, Ader, južna Jordanija

### Članki
- A Fleming, "Megaliths and post-modernism. The case of Wales". Antiquity, 2005.
- A Fleming, "Phenomenology and the Megaliths of Wales: a Dreaming Too Far?". Oxford Journal of Archaeology, 1999
- A Sherratt, "The Genesis of Megaliths". World Archaeology. 1990. (JSTOR)
- A Thom, "Megaliths and Mathematics". Antiquity, 1966.
- Turnbull, D. »Performance and Narrative, Bodies and Movement in the Construction of Places and Objects, Spaces and Knowledges: The Case of the Maltese Megaliths«. Theory, Culture & Society. 19 (5–6): 125–143. doi:10.1177/026327602761899183.
- G Kubler, "Period, Style and Meaning in Ancient American Art". New Literary History, Vol. 1, No. 2, A Symposium on Periods (Winter, 1970), pp. 127–144. DOI: 10.2307/468624
- HJ Fleure, HJE Peake, "Megaliths and Beakers". The Journal of the Royal Anthropological Institute of Great Britain and Ireland, Vol. 60, Jan. - Jun., 1930 (Jan. - Jun., 1930), pp. 47–71. DOI: 10.2307/2843859
- J McKim Malville, F Wendorf, AA Mazar, R Schild, "Megaliths and Neolithic astronomy in southern Egypt". Nature, 1998.
- KL Feder, "Irrationality and Popular Archaeology". American Antiquity, Vol. 49, No. 3 (July 1984), pp. 525–541. DOI: 10.2307/280358
- Hiscock, P (1996). »The New Age of alternative archaeology of Australia«. Archaeology in Oceania. 31 (3): 152–164. doi:10.1002/j.1834-4453.1996.tb00358.x.
- MW Ovenden, DA Rodger, "Megaliths and Medicine Wheels". Bulletin of the American Astronomical Society, 1978

### Knjige
- Asthana, S. (1976). History and archaeology of India's contacts with other countries, from earliest times to 300 B.C.. Delhi: B.R. Pub. Corp.
- Deo, S. B. (1973). Problem of South Indian megaliths. Dharwar: Kannada Research Institute, Karnatak University.
- Goblet d'Alviella, E., & Wicksteed, P. H. (1892). Lectures on the origin and growth of the conception of God as illustrated by anthropology and history. London: Williams and Norgate.
- Goudsward, D., & Stone, R. E. (2003). America's Stonehenge: the . Boston: Branden Books.
- Illustrated Encyclopedia of Humankind (The): Worlds Apart (1994) Weldon Owen Pty Limited
- Keane, A. H. (1896). Ethnology. Cambridge: University Press.
- Johnson, W. (1908). Folk-memory. Oxford: Clarendon press.
- Lancaster Brown, P. (1976). Megaliths, myths, and men: an introduction to astro-archaeology. New York: Taplinger Pub. Co.
- Moffett, M., Fazio, M. W., & Wodehouse, L. (2004). A world history of architecture. Boston: McGraw-Hill.
- Nelson, Sarah M. (1993) The Archaeology of Korea. Cambridge University Press, Cambridge.
- O'Kelly, M. J., et al. (1989). Early Ireland: An Introduction to Irish Prehistory. Cambridge University Press. ISBN 0-521-33687-2
- Parker, Joanne (editor) (2009). Written On Stone: The Cultural Reception of British Prehistoric Monuments (Cambridge Scholars Publishing; 2009). ISBN 1-4438-1338-9
- Patton, Mark (1993). Statements in Stone: monuments and society in Neolithic Brittany. Routledge. 209 pages. ISBN 0-415-06729-4
- Piccolo, Salvatore (2013). Ancient Stones: The Prehistoric Dolmens of Sicily. Abingdon/UK: Brazen Head Publishing. ISBN 978-0-9565106-2-4
- Pohribný, Jan (photo) & Richards, J (introduction) (2007). Magic Stones; the secret world of ancient megaliths. London: Merrell. ISBN 978-1-85894-413-5
- Scheltema, H.G. (2008). Megalithic Jordan; an introduction and field guide. Amman, Jordan: The American Center of Oriental Research. ISBN 978-9957-8543-3-1
- Stukeley, W., Burl, A., & Mortimer, N. (2005). Stukeley's 'Stonehenge': an unpublished manuscript, 1721-1724. New Haven [Conn.]: Yale University Press.
- Subbayya, K. K. (1978). Archaeology of Coorg with special reference to megaliths. Mysore: Geetha Book House.
- Tyler, J. M. (1921). The new stone age in northern Europe. New York: C. Scribner's Sons.